# Eerste broederoorlog
De Eerste Broederoorlog was een oorlog tussen Mempricius en diens broer Malin, over de troonopvolging van hun vader koning Maddan van Brittannië. Deze oorlog duurde enkele jaren, totdat Mempricius een conferentie belegde met zijn broer en diens bondgenoten om de oorlog te beëindigen. Zodra hij aankwam op de conferentie werd Malin door Mempricius vermoord, waarna de oorlog ten einde was, en Mempricius de Britse troon besteeg.